# Алонсо Антонио де Сан Мартин
Алонсо Антонио де Сан Мартин (исп. Alonso Antonio de San Martín; 12 декабря 1642 — 5 июля 1705) — испанский священнослужитель и незаконнорожденный сын короля Испании Филиппа IV, епископ Овьедо (1675—1681) и Куэнки (1681—1705).

## Биография
Родился в Мадриде в 1642 году; был одним из многочисленных незаконнорожденных детей короля Филиппа IV, его матерью была одна из любовниц короля Мариана Перес де Куэвас.
С юности готовился к церковной карьере, изучая теологию, учился в Католическом университете Сан-Антонио, получив бакалавра канонического права. В 1666 году был назначен аббатом в Алькала-ла-Реаль, где он проявлял высокое рвение в реформах церкви.
В декабре 1675 года он получил должность епископа Овьедо, на этой должности у него возникли конфликты с капитулом и губернатором провинции Херонимо Альтамирано, которого он отлучил от церкви и пытался добиться его оправдания, которого не добился.
В 1681 году он был назначен епископом Куэнки, во время этой деятельности он продвигал культ Юлиана Странноприимца, который был его покровителем, пожертвовав серебряную посуду для изготовления урны для праха святого и собрав пожертвования для постройки алтаря по проекту архитектора Вентуры Родригеса в Кафедральном соборе.
Умер 5 июля 1705 года в Куэнке, считается что он был отравлен.